# Almo The Best
Cet article peut avoir été édité par une personne ayant un lien étroit avec son sujet ; il faut le réécrire dans un article avec un point de vue neutre. Si vous êtes étroitement lié au sujet de cet article, veuillez le déclarer sur sa page de discussion. (janvier 2022)
Almo The Best est un auteur de bande dessinée, illustrateur et caricaturiste camerounais.
Il a collaboré avec de nombreux magazines comme La Cité, Mamy Wata, Bubinga, Le Marabout et Spirou hebdo. Il a été référencé dans Dictionnaire mondial de la Bande dessinée en 2010. 

## Biographie
En 1991, ALMO THE BEST est repéré par Pauline Biyong présidente de la League for Woman and Child education et directrice de la publication du journal La Cité, qui, malgré son jeune âge lui propose d'effectuer des piges pour animer ses pages avec un strip de bande dessinée (Ignace le grincheux) et quelques caricatures. La même année, Robert Nkouamou qui lance le journal Lycées et Collèges le sollicite pour réaliser chaque trimestre une demi-page de bande dessinée. Ainsi naîtra le professeur Ekwa Sion. On peut remarquer que dès le début ALMO s'exprime avec aisance en caricature et en bande dessinée ; cela va se poursuivre dans la suite de sa carrière, puisqu'il va écumer dans pas moins d'une quinzaine de rédactions.
Almo The Best a été influencé par Cabu, Uderzo et André Chéret, son style porte une forte empreinte de bande dessinée franco-belge. Il collabore au journal 100 % Jeune de 2000 à 2008. Au festival de la caricature de Yaoundé, il reçoit le prix spécial du jury du Fescary de 2000, et le prix Irondel en 2001. En 2004, il crée le personnage Malcolm Z qui deviendra le turbulent Zamzam le tiers-mondiste dans Spirou hebdo (no 3565). Il reçoit le troisième prix Pietro Miccia à Turin en 2005.
En 2006, il lance au Cameroun le fanzine d'humour et de bande dessinée Fluide thermal (inspiré du magazine Fluide Glacial). Il est le premier dessinateur camerounais à publier un best of de son travail dans un ouvrage de 400 pages intitulé ALMO, Du crayon plein la gomme, publié au Cameroun en 2007.
En 2008, il se rend à la première édition du festival international de la bande dessinée d'Alger et y rencontre l'éditeur algérien Lazhari Labter qui publiera, en 2009, le tome 1 des aventures du héros de bande dessinée Zamzam le tiers-mondiste (Les Mbènguétaires). La même année sera publiée au festival de la bande dessinée d'Alger l'album BD collectif La bande dessinée conte l'Afrique (Éditions Dalimen) auquel Almo The Best participe.
En 2010, sous le Label « Almo productions » qu'il a créé, il réédite le tome 1 des aventures BD de Zamzam le tiers-mondiste. En 2011, Almo The Best publie, avec la coopération japonaise, la bande dessinée Billy et Aïcha et, en 2012, Délestage, le tome 2 des aventures de Zamzam le tiers-mondiste sous le label Almo productions 1,2,.
En 2013, avec l'Association Cartooning for Peace de Plantu et Koffi Annan, il participe à la rédaction de l'ouvrage hommage à Martin Luther King intitulé “I have a dream”, un nouveau monde se dessine, de Gilles et Michel Vanderpooten, paru aux Éditions Steinkis en France.
En 2015, il participe à la journée du manuscrit où il publie Je ne suis pas un obsédé sexuel (ça se voit !).
De 2015 à 2016, ALMO anime la 4e de couverture du journal interne IROKO de l’entreprise CUF (Cameroon United Forest) avec une page BD sur la sécurité à travers deux personnages « ALI et Moussa ».
En 2016, ALMO fait le voyage pour le forum international de la bande dessinée de Tétouan au Maroc et en revient au Cameroun nanti d’un trophée : Le prix spécial du Jury pour le projet BD L’Arme de KROCO DEAL.
En 2017, l’association Hero Initiative lui permet de faire partie d’un ouvrage collectif en hommage à la légende de la bande dessinée Jack kirby. L’ouvrage s’intitule Kirby and Me.
En 2018, ALMO PRODUCTIONS publie pour la première fois en album cartonné rigide (les précédents étaient en couverture cartonnée souple) le tome 3 des aventures de la série ZAMZAM le tiers-mondiste intitulé NDJUNJU KALABA (Les monstres).
En mars 2019, l’association des Français de l’étranger au Cameroun l’associe à leur évènement Le marché de printemps où il va exposer, vendre et réaliser des dédicaces de ces BD pour les visiteurs. Le marché de printemps est un évènement qui permet à des artisans et des artistes divers d’occuper des stands et de faire valoir leur savoir-faire.
Fin 2019, ALMO PRODUCTIONS publie la première édition du tome 4 des aventures de la série ZAMZAM le tiers-mondiste intitulée Les BÔBÔS. En 2021, une seconde édition voit le jour toujours publiée en couverture cartonnée rigide.
En 2020, ALMO participe à deux éditions de l'African Soul Market qui est un évènement similaire au marché de printemps, mais mis en place par des personnes de nationalités diverses vivants au Cameroun. Au cours de cet évènement, ALMO expose, vend et dédicace ses BD, mais réalise aussi (comme durant le marché de printemps) des caricatures en live qui ont beaucoup de succès auprès du public.

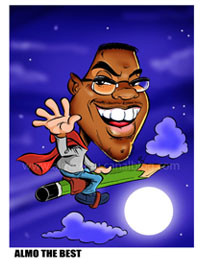
Autoportrait.

## Œuvres
- L’école de la démocratie, texte de Biyong, album, 1998
- Laisser-Passer, texte de Biyong, album, 2000
- Shegue, album collectif, 2003
- Para-Jaka, fanzine en ligne, 2005
- Trait noir, album collectif, juillet 2006
- Encart dans Spirou Hebdo, no 3565, août 2006
- Fluide Thermal, fanzine, de 2006 à 2007
- Planche bimestrielle « Tuk et Zem », in Planète enfants, 2008-2010
- La bande dessinée conte l’Afrique, album collectif, Éditions Dalimen, juin 2009
- Zamzam le tiers mondiste, Les Mbènguétaires, album, Éditions Lazhari Labter, juin 2009
- Zamzam le tiers-mondiste, les Mbènguétaires, album, ALMO PRODUCTIONS, mai 2010
- Billy et Aïcha-Minedub et Jica, album, Agence japonaise de la coopération internationale, juin 2011
- Zamzam le tiers-mondiste, Délestage, album tome 2, ALMO PRODUCTIONS, mai 2012
- “I have a dream”, un nouveau monde se dessine, album collectif, Éditions Steinkis, août 2013
- Fou du volant ou s’en fout la vie ?, ALMO PRODUCTIONS et SDWT, novembre 2014
- Je ne suis pas un obsédé sexuel,ça se voit." ALMO PRODUCTIONS et éditions du Net,2015
- Kirby and Me, album collectif, Hero Initiative, 2017
- ZAMZAM le tiers-mondiste, NDJUNJU KALABA,album tome 3,ALMO PRODUCTIONS,BD Labo2018

## Récompenses
- Prix spécial du Jury au Forum international de la Bande dessinée de Tétouan (Maroc-mai 2016)
- Certificat honorifique à la biennale internationale d'humour de Chine et sélection dans le catalogue (2015)
- Prix Heinrich Boell sur le changement climatique en Afrique (Caricature-Afrique du sud 2010)
- 3e Prix Pietro Miccia à Torino Comics (Italie 2005)
- Prix Irondel au Festival de la caricature de Yaoundé (Cameroun 2001)
- Prix spécial du Jury au Festival de la caricature de Yaoundé (Cameroun 2000)

## Postes de responsabilités
- Directeur du label ALMO PRODUCTIONS depuis 2005
- Membre du Jury de la 1re édition du concours international de caricature au Maroc sur le thème de la liberté d’expression- Décembre 2021
- Directeur de la publication du journal d’humour, de bandes dessinées et de sagesse africaine FLUIDE THERMAL- 2006/2007
- Président de l’association légale des illustrateurs et auteurs de bandes dessinées du Cameroun(TN)- 2005/2006
- Président de l’association légale d’amis dénommée « AMICI »-2002/2004

## ALMO THE BEST, le caricaturiste
Alors qu’il est encore tout petit, ALMO regarde avec émerveillement l’émission télé d’Antenne 2 intitulée Le club Dorothée au cours de laquelle il va découvrir la caricature à travers le feutre d’un certain Cabu. Sans vraiment savoir pourquoi, ni comment, il se met dès que l’émission est terminée à reproduire de mémoire les caricatures qu’il a vues matérialisées par Cabu. Passionné qu’il est, il commence  à reproduire toutes les caricatures qu’il voit. Si bien qu’à l’âge de 10 ans, il se lance dans la caricature de ses proches, puis au collège, ce sont les professeurs qui deviendront sous son stylo à bille des personnages comiques qui amuseront ses camarades de classe. De fil en aiguille, il se retrouve en train d’aller au collège et à réaliser des piges de caricatures pour des journaux. Après un bref séjour à l’université de Douala au Cameroun, il décide de se consacrer totalement à ce qui au départ n’était qu’un simple divertissement et une passion. 
Avec le développement des NTIC, ALMO va se mettre à la page et réalise aujourd’hui aussi bien des caricatures au crayon, au feutre, au stylo à bille qu’avec un outil informatique.
En 2004, ALMO THE BEST est admis dans le prestigieux  The Cartonnists' club of Great Britain sans avoir eu à cotiser comme cela se faisait habituellement !
ALMO est sans doute le caricaturiste africain le plus diffusé dans le monde, puisque ses dessins ont été publiés ou/et distribués dans des pays situés aux quatre coins du monde (ex. : Cameroun, République centrafricaine, Tchad, Guinée équatoriale, Maroc, Algérie, Égypte, Afrique du Sud, France, Italie, Belgique, Roumanie, Croatie, Monténégro, U.S.A, Grande-Bretagne, Chine, Cuba, Japon…).

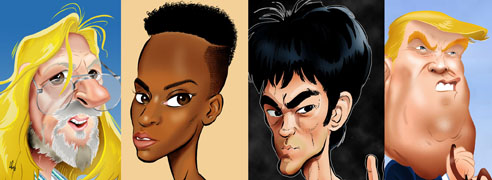
Des caricatures d'ALMO THE BEST.

- 2021- Membre du Jury de la 1re édition du concours international de caricature au Maroc sur le thème de la liberté d’expression
- 2021- Publication dans le catalogue Belge de caricatures internationales 9de Cartoonale Lebbeke Le sur le thème colonisation et décolonisation
- 2021- Publication dans le catalogue Belge de caricatures internationales Euro cartoon Kruishoutem sur le thème chance et opportunités
- 2017- Publication dans le catalogue Belge de caricatures internationales Euro cartoon Kruishoutem sur le thème l’âme
- 2016- Caricaturiste du journal « Ô Makossa & Co »
- 2015- Publication dans le catalogue chinois de caricatures internationales 5th « RED MAN » International Humor Art Biennal
- 2011- Caricaturiste au journal Point d’Afrique paraissant en France
- 2010- Caricaturiste au journal belge EL RIOS
- 2009- Publication dans l’ouvrage collectif La caricature et le dessin de presse en Afrique (chez L’Harmattan -France)
- 2008-2014- Caricatures pour l’émission télé de la chaine camerounaise STV La vérité presse (présentée par Kardinal Dubien)
- 2007- Publication du Best of ALMO, du crayon plein la gomme avec le Centre culturel français de Douala (Cameroun) et les éditions Fluide Thermal. 400 pages !
- 2006-2010- Caricaturiste et auteur de bande dessinée pour les magazines Planète enfants et Planète jeunes chez Bayard-Presse (France)
- 2006-2007- Caricaturiste, auteur BD et directeur de publication au journal Fluide Thermal publié au Cameroun
- 2005- Publication dans le catalogue de Caricatures internationales Belge « 10thGeorge VAN RAEMDONCK Cartoonal » sur le thème Justice
- 2003- Publication dans le catalogue de caricatures internationales AFRICARTOONS en Italie.
- 2003- Caricatures pour le web-journal African independent
- 2003-2003- Caricatures pour le journal Bubinga au Cameroun
- 2003-2002- Caricaturiste au journal panafricain Le Marabout de Damien Glez (depuis le Burkina-Faso)
- 2000-2008- Caricaturiste et auteur de BD du journal sur la santé de reproduction des adolescents : 100% Jeune
- 1999-2004- Caricaturiste au journal l’Expression de Mamy Wata de Séverin Tchounkeu au Cameroun
- 2000-2002- Caricatures dans le journal La Nouvelle Expression de Séverin Tchounkeu au Cameroun
- 1998- Caricatures pour le journal Taxi magazine au Cameroun
- 1995- Caricatures pour le journal Informatique individuelle au Cameroun
- 1994- Caricaturiste du journal Espace Foot au Cameroun
- 1991- Caricaturiste et auteur de BD du journal Lycées et collèges au Cameroun
- 1991-1998- Caricaturiste et auteur de bande dessinée au journal La Cité de Pauline Biyong au Cameroun

La liste n'est pas exhaustive.

## Évènements
ALMO THE BEST est un auteur de bande dessinée complet puisqu’il scénarise, dessine et met en couleurs la majorité de ses productions. Artiste autodidacte et curieux, il se remet constamment en question en participant à de nombreuses manifestations au cours desquelles il apprend, se perfectionne et partage sa passion pour la caricature et la bande dessinée.
- Forum International de la Bande dessinée de Tétouan (09-14 mai 2016- Maroc)
- Opération Carrière avec le Rotary club, Lycée français Dominique Savio (novembre 2015- Cameroun)
- Premier forum sur le volontariat, Club Enéo-Douala (Septembre 2014- CAMEROUN)
- AFRO JAZZ session d’Amstel au BOJ- Douala- (mai 2014 -CAMEROUN)
- Festival Quartier Sud, Institut français de Douala (décembre 2013- CAMEROUN)
- Festival Quartier Sud, Institut français de Douala (28 novembre-1er décembre 2012- CAMEROUN)
- COT’Art (Festival Artistique de la COTCO)- 13-14 décembre 2012, Douala, CAMEROUN.
- Conférence Tipping Point sur le changement climatique (Cape Town –Afrique du Sud 2010)
- Festival International de la Bande dessinée d’Alger (FIBDA)- Algérie 2008
- Festival de la bande dessinée et du dessin de presse de Grand –Bassam COCO BULLES (Côte d’Ivoire 2007)
- Festival de la Caricature et de l’Humour de Yaoundé (CAMEROUN 2007)
- Atelier de création BD avec Barly Baruti, Centre culturel français de Douala (février 2007- CAMEROUN)
- Rencontre avec Boulet et Buche, Institut Goethe de Yaoundé (mai 2006 –CAMEROUN)
- Rencontre avec Jean-marie COMPTE Directeur du centre national de la bande dessinée d’Angoulême, Centre culturel français de Douala (Janvier 2006- CAMEROUN)
- Rencontre avec PTILUC, Centre culturel français de Douala (janvier 2006-CAMEROUN)
- Atelier de creation BD avec Eric Warnauts, Centre culturel français de Douala (novembre 2005-CAMEROUN)
- Exposition de Bande dessinée “Case d’Afrique”, Centre culturel français de Douala (10-25 juin 2005 et 1er décembre 2005- CAMEROUN)
- Festival de la Caricature et de l’Humour de Yaoundé (FESCARHY) présidé par Jean-Claude Fournier) + Atelier de création BD (CAMEROUN 2004)
- Festival de la Caricature et de l’Humour de Yaoundé (FESCARHY)) + Atelier de création BD AFRIKA-  (CAMEROUN 2003)
- Festival de la Caricature et de l’Humour de Yaoundé (FESCARHY) – (CAMEROUN 2002)
- Festival de la Caricature  et de l’Humour de Yaoundé-FEASCARHY présidé par Tignous (CAMEROUN 2001)
- The Freedom Forum Convention de l’association tâche d’encre. (Douala- CAMEROUN 2000-2001)
- Festival de la Caricature de Yaoundé 2 (FESCARY) présidé par Plantu et Paul Roux (CAMEROUN 2000)
- Festival de la Caricature de Yaoundé 1re édition (FESCARY) présidé par Wolinski (CAMEROUN 1999)